# Джон Фортескью из Салдена
Джо́н Фортескью из Салдена (англ. John Fortescue of Salden; 1531/1533 — 23 декабря 1607) — английский аристократ и государственный деятель, канцлер казначейства (1589—1603).

## Биография
Джон Фортескью был старшим сыном Адриана Фортескью и его второй жены Анны Рид, дочери сэра Уильяма Рида. Его отец, в 1539 году был казнён по обвинению в государственной измене и поместья его отца были конфискованы. Его мать во второй раз вышла замуж за сэра Томаса Парри, который был казначеем принцессы Елизаветы.
В 1551 году Джон Фортескью был восстановлен в правах дворянства и ему было возвращено поместье Ширберн (Оксфордшир). После восшествия на престол Елизаветы он стал хранителем большого гардероба, а в последующие годы несколько раз избирался в парламент от разных округов. В 1589 году после смерти Уолтера Майлдмея он был назначен канцлером казначейства и в том же году стал членом Тайного совета.
Фортескью был богатым землевладельцем, ему принадлежали поместья в Оксфордшире и Бакингемшире. В 1601 году Фортескью был назначен канцлером герцогства Ланкастерского, но с восшествием на престол короля Якова I в 1603 году был отправлен в отставку с поста канцлера казначейства. Фортескью сохранил должность канцлера герцогства Ланкастерского, которым оставался до своей смерти. Скончался 23 декабря 1607 года, был похоронен в Мерсли (Бакингемшир)

## Семья
Джон Фортескью был дважды женат:от первой жены Сесилии Эшфилд (ум. 1571), дочери сэра Эдмунда Эшфилда было 6 детей, среди которых были два сына:
- Фрэнсис Фортескью[англ.] (ок. 1563 — 1624), член парламента, главный шериф графства Бакингемшир[англ.] (1608–1609);
- Уильям Фортескью[англ.] (ум. 1629), член парламента.

Второй его женой была Алиса Смит, дочь Кристофера Смита и Маргарет Хайд. У пары была одна дочь Марджори (ум. 1613), которая вышла замуж за сэра Джона Палтни.